# 明日、キミと手をつなぐよ
「明日、キミと手をつなぐよ」（あした、キミとてをつなぐよ）は、ももちひろこのメジャーデビューシングル。2011年2月9日にユニバーサルJより発売。

## 収録曲
1. 明日、キミと手をつなぐよ
作詞:ももちひろこ・イワツボコーダイ　作曲:イワツボコーダイ
2. 会いに行くから
作詞:ももちひろこ　作曲:ももちひろこ・イワツボコーダイ
3. 明日、キミと手をつなぐよ（Instrumental）
4. 会いに行くから（Instrumental）

## タイアップ
- 明日、キミと手をつなぐよ：映画「洋菓子店コアンドル」主題歌、ヤマザキパン『菓子パン』東北地区限定CMソング